# CLC-filter
Ett CLC-filter  är ett lågpassfilter av högre ordning och topologin används ofta som avkoppling av matningslinjer i störningskänslig utrustning som exempelvis radiomottagare.
Det kallas också pi-filter eftersom kopplingen påminner om den grekiska bokstaven pi.